# Orosirij
Orosirij (od grčke riječi orosira, "planinski lanac") treće je geološko razdoblje u paleoproterozojskoj eri koji je trajalo od prije 2050 milijuna godina do prije 1800 milijuna godina. Ovo se vremensko razdoblje definira kronometrijski i nema odgovarajući sloj stijenja u Zemlji.
Druga polovica tog razdoblja predstavljala je doba intenzivne orogenze na praktički svim kontinentima. Najveći poznati kozmički udar u povijesti Zemlje dogodio se tijekom orosirija. Na samom početku razdoblja, prije oko 2023 milijuna godina, udar velikog asteroida stvorio je Vredefortski krater.  Udar koji je stvorio bazen Sudbury dogodio se krajem razdoblja, prije oko 1850 milijuna godina.